# CNBM
CNBM (China National Building Material Group Corporation) ist ein chinesischer Staatskonzern. Er produziert pro Jahr 530 Mio. t Zementklinker, 430 Mio. m³ Transportbeton, 2 Mrd. m² Gipskarton und 1,78 Mio. t Fiberglas. Daraus stellt er Rotorblätter für Windkraftanlagen mit einer Kapazität von 16 GW her.
In Deutschland gehört der Dünnschichtsolarzellenhersteller Avancis und die CTF-Solar GmbH sowie der Rotorblatthersteller Sinoi in Nordhausen zum CNBM-Konzern.

## Umweltbelastung
Anlässlich der UN-Klimakonferenz im Jahr 2021 wurde festgestellt, dass CNBM jährlich 255 Millionen Tonnen CO₂ ausstößt.